# 2010년 동계 올림픽 독일 선수단
2010년 동계 올림픽 독일 선수단은 2010년 2월 12일부터 28일까지 캐나다 밴쿠버에서 개최된 2010년 동계 올림픽에 참가한 올림픽 독일 선수단이다.

## 메달 집계

### 종목별 메달 수
| 종목 | 1 | 2 | 3 | 합계 |

### 메달리스트
| 메달 | 이름                           | 종목            | 세부 종목      |
| ---- | ------------------------------ | --------------- | -------------- |
|      | 펠릭스 로흐                    | 루지            | 남자 1인승     |
|      | 막달레나 노이너                | 바이애슬론      | 여자 추적      |
|      | 타쟈나 후스나                  | 루지            | 여자 1인승     |
|      | Riesch, MariaMaria Riesch      | 알파인 스키     | 여자 복합      |
|      | 막달레나 노이너                | 바이애슬론      | 여자 스프린트  |
|      | 스테파니 베케르트              | 스피드 스케이팅 | 여자 3000m     |
|      | 다비드 묄러                    | 루지            | 남자 1인승     |
|      | 예니 볼프                      | 스피드 스케이팅 | 여자 500m      |
|      | Kerstin Szymkowiak             | 스켈레톤        | 여자           |
|      | Tobias Angerer                 | 크로스컨트리    | 남자 30km 추적 |
|      | 알리오나 사브첸코 로빈 졸코비  | 피겨 스케이팅   | 페어           |
|      | Natalie Geisenberger           | 루지            | 여자 1인승     |
|      | Patric Leitner Alexander Resch | 루지            | 2인승          |
|      | Anja Huber                     | 스켈레톤        | 여자           |

## 같이 보기
- 올림픽 독일 선수단